# Ermita de San José (Catí)
La  ermita de San José de Catí, en la comarca del Alto Maestrazgo, provincia de Castellón, es un lugar de culto catalogado como Bien de Relevancia Local, con la categoría de Monumento de interés local, con códigoː 12.02. 042-009, según la Disposición Adicional Quinta de la Ley 5/2007, de 9 de febrero, de la Generalitat, de modificación de la Ley 4/1998, de 11 de junio, del Patrimonio Cultural Valenciano (DOCV Núm. 5.449 / 13/02/2007). 
Presenta un complicado acceso pese a ubicarse a tan solo unos dos quilómetros al norte del núcleo poblacional de Catí, siguiendo el mismo camino de acceso a la ermita de Santa Ana, a la derecha del Camino del “Coto de la Costereta”.

## Historia
Su construcción se remonta a 1670, cuando mosén José Adell mandó llevar a cabo su construcción en terrenos de una finca de su propiedad y que condicionó su legado al mantenimiento tanto del templo como del culto.
Pese a ello, en la actualidad está en estado ruinoso, en parte por la decadencia de la tradición de la romería a la ermita en el día del santo de la advocación, el 19 de marzo.

## Descripción
De los escasos restos que todavía se han conservado destaca la fábrica en mampostería. Puede apreciarse la existencia de una casa de ermitaño adosada a la ermita y que como esta se encuentra en estado ruinoso. De la fachada se conserva la puerta que presenta un marco de dovelas de sillares. Interiormente se aprecian dos crujías separadas por arcos de medio punto y la cubierta, actualmente desplomada sobre el interior, debía ser plana en la parte interior, mientras que presentaría externamente dos aguas.